# Pułk Piechoty im. Johana Willema Friso
Pułk Piechoty im. Johana Willema Friso (Regiment Infanterie Johan Willem Friso, RI JWF) – pułk piechoty liniowej królewskiej armii holenderskiej.
To najstarszy pułk piechoty w strukturze organizacyjnej współczesnego wojska holenderskiego, wchodzący w skład 43 Brygady Zmechanizowanej (43 Gemechaniseerde Brigade).
Patronem oddziału jest książę Oranii Johan Willem Friso.